# Çanakkale Dardanelspor
Çanakkale Dardanelspor – turecki klub piłkarski z siedzibą w Çanakkale.

## Historia
Çanakkale Dardanel Spor Kulübü został założony jako Çanakkalespor w 1966 w wyniku fuzji trzech klubów z Çanakkale:  Boğazsporu, Türkgücü i Kalesporu. W 1967 klub po raz pierwszy awansował do trzeciej ligi, a w 1982 do drugiej.
W 1991 klub zmienił nazwę na Çanakkale Dardanelspor. W 1996 klub po raz pierwszy w historii awansował do 1. Lig. W tureckiej ekstraklasie Dardanelspor występowało przez trzy sezony do 1999. Kolejne siedem lat klub spędził drugiej lidze, a w latach 2006–2009 występował  3. Lig. W 2009 Dardanelspor awansował do 2. Lig, jednak po roku spadł z niej.

## Sukcesy
- 3 sezony w Süper Lig: 1996–1999.
- 13 sezonów w 1. Lig: 1982–1983, 1986–1987, 1993–1996, 1999–2006, 2009–2010.
- 22 sezony w 2. Lig: 1967–1977, 1984–1986, 1988–1993, 2006–2009, 2010–.
- 6 sezonów w Amatör Lig: 1977–1982, 1983–1984.

## Znani piłkarze w klubie
| - Engin İpekoğlu - Bülent Uygun - Şanver Göymen - Tolga Seyhan - Gökhan Zan - Hasan Kabze | - Tamer Tuna - Selçuk İnan - Mehmet Topal - Majid Musisi - Nii Welbeck - Norman Mapeza |

## Sezony wSüper Lig
| Sezon   | Uzyskane Miejsce |
| ------- | ---------------- |
| 1996–97 | 15               |
| 1997–98 | 11               |
| 1998–99 | 17 (spadek)      |